# Sessea graciliflora
Sessea graciliflora är en potatisväxtart som beskrevs av Friedrich August Georg Bitter. Sessea graciliflora ingår i släktet Sessea och familjen potatisväxter. Inga underarter finns listade i Catalogue of Life.